# Trimma caesiura
Trimma caesiura är en fiskart som beskrevs av Jordan och Seale, 1906. Trimma caesiura ingår i släktet Trimma och familjen smörbultsfiskar. Inga underarter finns listade i Catalogue of Life.